# Ричфилд (Пенсилванија)
Ричфилд (енгл. Richfield) насељено је место без административног статуса у америчкој савезној држави Пенсилванија.

## Демографија
По попису из 2010. године број становника је 549, што је 90 (19,6%) становника више него 2000. године.
| Група             | 2000.       | 2010.       |
| Белци             | 450 (98,0%) | 528 (96,2%) |
| Афроамериканци    | 0 (0,0%)    | 9 (1,6%)    |
| Азијати           | 0 (0,0%)    | 3 (0,5%)    |
| Хиспаноамериканци | 3 (0,7%)    | 5 (0,9%)    |
| Укупно            | 459         | 549         |